# Eurylaimidae
Eurylaimidae é uma família de aves pequenas, encontradas nas florestas tropicais da Ásia, com algumas espécies na África.

## Classificação
- Subfamília Smithornithinae
  - Gênero Smithornis Bonaparte 1850
    - Smithornis capensis (A. Smith, 1839)
    - Smithornis sharpei Alexander, 1903
    - Smithornis rufolateralis G. R. Gray, 1864

- Subfamília Calyptomeninae
  - Gênero Calyptomena Raffles, 1822
    - Calyptomena viridis Raffles, 1822
    - Calyptomena hosei Sharpe, 1892
    - Calyptomena whiteheadi Sharpe, 1887

- Subfamília Eurylaiminae
  - Gênero Cymbirhynchus Vigors, 1830
    - Cymbirhynchus macrorhynchos (Gmelin, 1788)

  - Gênero Psarisomus Swainson, 1837
    - Psarisomus dalhousiae (Jameson, 1835)

  - Gênero Serilophus Swainson, 1837
    - Serilophus lunatus (Gould, 1834)

  - Gênero Eurylaimus Horsfield, 1821
    - Eurylaimus javanicus Horsfield, 1821
    - Eurylaimus ochromalus Raffles, 1822
    - Eurylaimus steerii Sharpe, 1876
    - Eurylaimus samarensis (Steere, 1890)

  - Gênero Corydon Lesson, 1877
    - Corydon sumatranus (Raffles, 1822)

- Subfamília Pseudocalyptomeninae
  - Gênero Pseudocalyptomena Rothschild, 1909
    - Pseudocalyptomena graueri Rothschild, 1909